# المحافظة الوسطى (زامبيا)
المحافظة الوسطى هي إحدى محافظات زامبيا العشرة. عاصمتها كابوي وتنقسم إلى 6 مناطق. وتبلغ مساحة المقاطعة الوسطى 94,394 كم (58,654 ميلا) وتتشارك الحدود مع ثماني مقاطعات أخرى ولها 11 بلدية. وتبلغ المساحة الإجمالية للغابات في المقاطعة 9,095,566 هكتار (22,475,630 فدان)، في حين أن لديها حديقة وطنية وثلاث مناطق إدارة اللعبة.

## المناخ
يظهر الجدول التالي التغييرات المناخية على مدار السنة للمحافظة الوسطى:
| البيانات المناخية لـلمحافظة الوسطى | البيانات المناخية لـلمحافظة الوسطى | البيانات المناخية لـلمحافظة الوسطى | البيانات المناخية لـلمحافظة الوسطى | البيانات المناخية لـلمحافظة الوسطى | البيانات المناخية لـلمحافظة الوسطى | البيانات المناخية لـلمحافظة الوسطى | البيانات المناخية لـلمحافظة الوسطى | البيانات المناخية لـلمحافظة الوسطى | البيانات المناخية لـلمحافظة الوسطى | البيانات المناخية لـلمحافظة الوسطى | البيانات المناخية لـلمحافظة الوسطى | البيانات المناخية لـلمحافظة الوسطى | البيانات المناخية لـلمحافظة الوسطى |
| الشهر | يناير                              | فبراير                             | مارس                               | أبريل                              | مايو                               | يونيو                              | يوليو                              | أغسطس                              | سبتمبر                             | أكتوبر                             | نوفمبر                             | ديسمبر                             | المعدل السنوي                      |
| --- | ---------------------------------- | ---------------------------------- | ---------------------------------- | ---------------------------------- | ---------------------------------- | ---------------------------------- | ---------------------------------- | ---------------------------------- | ---------------------------------- | ---------------------------------- | ---------------------------------- | ---------------------------------- | ---------------------------------- |
| الدرجة القصوى °م (°ف) | 27 (81)                            | 27 (81)                            | 27 (81)                            | 26.5 (79.7)                        | 25.2 (77.4)                        | 23.7 (74.7)                        | 23.5 (74.3)                        | 26.1 (79.0)                        | 29.8 (85.6)                        | 31.3 (88.3)                        | 29.8 (85.6)                        | 27.3 (81.1)                        | 31.3 (88.3)                        |
| متوسط درجة الحرارة الكبرى °م (°ف) | 21.1 (70.0)                        | 21 (70)                            | 20.7 (69.3)                        | 20 (68)                            | 17.8 (64.0)                        | 15.9 (60.6)                        | 15.9 (60.6)                        | 18.4 (65.1)                        | 22.1 (71.8)                        | 24.1 (75.4)                        | 23 (73)                            | 21.3 (70.3)                        | 24.1 (75.4)                        |
| متوسط درجة الحرارة الصغرى °م (°ف) | 17.3 (63.1)                        | 17.4 (63.3)                        | 16.5 (61.7)                        | 14.4 (57.9)                        | 11.4 (52.5)                        | 13.1 (55.6)                        | 8.7 (47.7)                         | 10.9 (51.6)                        | 14.5 (58.1)                        | 17.1 (62.8)                        | 17.6 (63.7)                        | 17.5 (63.5)                        | 8.7 (47.7)                         |
| الهطول مم (إنش) | 20 (0.8)                           | 16 (0.6)                           | 11 (0.4)                           | 3 (0.1)                            | 0 (0)                              | 0 (0)                              | 0 (0)                              | 0 (0)                              | 0 (0)                              | 2 (0.1)                            | 10 (0.4)                           | 19 (0.7)                           | 81 (3.2)                           |
| المصدر: <ref>"Weather statistics for Central (Zambia)". المحافظة الوسطى: Norwegian Meteorological Institute and Norwegian Broadcasting Corporation. October 2016. مؤرشف من الأصل في 2018-07-12. اطلع عليه بتاريخ 20 October 2016. {{استشهاد ويب}}: تحقق من التاريخ في: \|سنة= لا يطابق \|تاريخ= (مساعدة) والوسيط غير المعروف \|width= تم تجاهله (مساعدة) |                                    |                                    |                                    |                                    |                                    |                                    |                                    |                                    |                                    |                                    |                                    |                                    |                                    |